# Edward Stevens Sheldon
Edward Stevens Sheldon (* 21. November 1851 in Waterville (Maine); † 16. Oktober 1925 in Cambridge (Massachusetts)) war ein US-amerikanischer Romanist, Französist, Italianist, Germanist, Mediävist und Etymologe.

## Leben und Werk
Sheldon studierte an der Harvard University (Abschluss 1872), dann in Berlin, Leipzig und Paris. Er lehrte ab 1877 in Harvard, zuerst als Instructor (für Deutsch und Französisch), ab 1884 als  Assistant Professor of Romance Languages und von 1894 bis zu seiner Emeritierung 1921 als Full Professor.
Sheldon gründete in Harvard die Abteilung für romanische Philologie. Er war Mitbegründer der American Dialect Society und ihr Sekretär, später ihr Präsident. Er war Präsident der Modern Language Association of America (1901). Ferner war er Präsident der Dante Society of Cambridge.
Unter dem Einfluss von Henry Sweet führte Sheldon die Lehre von Phonetik in Harvard ein und sorgte für die Einrichtung eines phonetischen Labors. Als Spezialist für die romanischen Wurzeln des Englischen besorgte er die etymologische Information (neben weiterer Mitarbeit) in Webster’s International Dictionary. Seine Universitätslehre endete mit den mediävistischen Vorlesungen  „Old French Literature“,  „History of French Literature prior to the Fourteenth Century“ und „French Literature in the fourteenth and Fifteenth Centuries.“
Sheldon wurde auf dem  Mount Auburn Cemetery (Cambridge, Massachusetts) begraben.
Sheldon war Mitglied der American Academy of Arts and Sciences (1904).

## Werke
- A Short German grammar for high schools and colleges, Boston 1879, 1908
- (mit Alain Campbell White) Concordanza delle opere italiane in prosa e del Canzoniere di Dante Alighieri, Oxford 1905